# Euphrasia randii
Euphrasia randii är en snyltrotsväxtart som beskrevs av B.L. Robins.. Euphrasia randii ingår i släktet ögontröster, och familjen snyltrotsväxter. Inga underarter finns listade i Catalogue of Life.